# Nicolai Kulchitsky

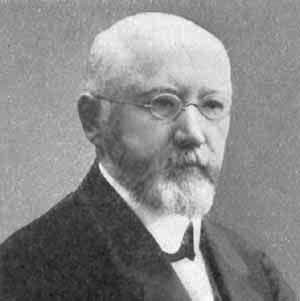
Nicolai Konstantinovich Kulchitsky

Nicolai Konstantinovich Kulchitsky (Nicholas Konstantinovich Kulchitsky, pronunțat în română Nicolai Constantinovici Culcițchi, în rusă Николай Константинович Кульчицкий) (n. 16 ianuarie 1856, Kronstadt - d. 30 ianuarie 1925, Oxford) a fost un anatomist și histolog rus, ultimul ministru al Educației al Imperiului Rus. Cavaler al Ordinului Stanislav 1 și al Legiunii de Onoare.

## Biografie
S-a născut în Kronstadt în familia unui ofițer naval. În 1874-1879 a învățat la liceul din Tambov. În 1874-1879 a studiat la Facultatea de Medicină a Universității Imperiale Harkov. În 1879 a devenit medic și a fost lăsat la universitate să se pregătească pentru o carieră academică. În 1882 el a devenit doctor în medicină. În 1883 a devenit profesor asistent și prosector la Catedra de histologie. Începând cu 1889 a devenit profesor extraordinar, și din 1893 până în 1910  profesor ordinar de histologie.
În 1912 a fost numit ca administrator al districtului școlar din Kazan, iar în 1914 administrator al districtului școlar din Petrograd. Pe 27 decembrie 1916 a fost numit ministru al educației, post pe care la deținut până la Revoluția din Februarie.
În 1918 a fost arestat de către bolșevici, dar a fost eliberat la scurt timp, iar apoi a plecat la Harkov. Ulterior a mers pe jos, împreună cu familia sa, până la Sevastopol. În 1921 a plecat cu alți refugiați pe o navă britanică din Crimeea în Marea Britanie, unde a lucrat la Departamentul de Anatomie al Colegiului Universitar din Londra. A murit în 1925 într-un accident, căzând dintr-un ascensor nefuncțional. 

## Activitate științifică
Kulchitsky a publicat o serie de lucrări remarcabile în domeniul histologiei, anatomiei și embriologiei. A descris glandele salivare la arici, nucleolii din pronucleus, relația reciprocă a fibrelor musculare netede. Kulchitsky a introdus mai multe metode originale a examenului histologic, care au fost folosite pe scară largă pe timpul acela: mixtura de fixare histologică (lichidul Kulchitsky), colorația  cu hematoxilină și colorația cu roșu carmin a fibrelor nervoase mielinice, colorația  nevrogliei, colorația  elementelor figurate a sângelui etc. A efectuat, de asemenea, o serie de studii a  sistemul nervos. La expoziția de igienă  din Rusia (1893), preparatele histologice a lui  Kulchitsky au primit medalii de aur.

## Eponime asociate de Kulchitsky
- Lichidul Kulchitsky - o mixtura de fixare histologică.
- Metoda Kulchitsky de colorație a tecii mielinice a fibrelor nervoase.
- Celulele Kulchitsky  – celule enterocromafine (celule argentafine) localizate în glandele pilorice, în criptele glandulare ale intestinului subțire și la nivelul apendicelui care conțin granulații argirofile sau argentafine și produc circa 20 de hormoni gastrointestinali și  neurotransmițători.
- Carcinomul Kulchitsky - tumoare digestivă formata din celule enterocromafine.

## Lucrări publicate
- О строении окончаний двигательного нерва в мышцах произвольного движения. Труды общества испытателей природы при Императорском Харьковском университете т. XV (1881)
- О происхождении окрашенного тельца крови млекопитающих. Труды общества испытателей природы при Императорском Харьковском университете т. XV (1881)
- К вопросу о строении слизистой оболочки тонких кишок и механике всасывания. Протоколы заседаний медицинской секции общества опытных наук при Харьковском университете (1882)
- О строении телец Granary. Труды Общества испытателей природы т. XVII (1881)
- Zur Lehre vom feineren Bau der Speicheldrüsen. Zeitschrift für wissenschaftliche Zoologie 41 (1884)
- Материалы для изучения кишечного канала рыб. Записки Новороссийского общества естествоиспытателей т. ХП
- Странствование лимфатических клеток…. Труды медицинской секции общества оп. наук (1886)
- Выделение лейкоцитов в связи с деятельностью некоторых органов. Труды II-го Пироговского съезда врачей
- Karyokinesis in farblosen Blutkörperchen. Centralblatt für die medicinischen Wissenschaften (1887)
- Ueber die Art der Verbindung der glatten Muskelfasern mit einander. Biologisches Centralblatt 7 (18), ss. 572—574 (1887)
- Carmintinction. Zeitschrift für wissenschaftliche Mikroskopie und mikroskopische Technik (1887)
- Celloidin-Paraffin-Einbettung. Zeitschrift für wissenschaftliche Mikroskopie und mikroskopische Technik 4, ss. 46-48 (1887)
- Zur Kenntniss der modernen Fixirung- und Conservirungsmittel. Zeitschrift für wissenschaftliche Mikroskopie und mikroskopische Technik 4, ss. 345-349 (1887)
- Ueber die Eireifung und die Befruchtungsvorgängo bei Ascaris marginata. Archiv für mikroskopische Anatomie 32, ss. 671-682 (1888)
- Die Befruchtungsvorgänge bei Ascaris megalocephala. Archiv für mikroskopische Anatomie 31 (4), ss. 567–593 (1888)
- Основы практической гистологии. Харьков, 1889
- Ueber eine neue Methode der Hämatoxylin-Färbung. Anatomischer Anzeiger 4 (7), s. 223-224 (1889)
- Ueber die Färbung der markhaltigen Nervenfasern in den Schnitten des Centralnervensystems mit Hämatoxylin und mit Karmin. Anatomischer Anzeiger (1890)
- Zur Frage über den Bau der Milz. Archiv für mikroskopische Anatomie 46, ss. 673-695 (1895)
- Glandula lacrimalis præparotidea bei einigen Nagetieren. Archiv für mikroskopische Anatomie 78 (1911)
- Ueber das adenoide Organ in der Speiseröhre der Selachier. Archiv für mikroskopische Anatomie 78, ss.  234-244 (1911)